# ندومیتسه
ندومیتسه (به چکی: Nedomice) یک منطقهٔ مسکونی در جمهوری چک است که در ناحیه میلنیک واقع شده‌است.